# Manuel Ugarte
Manuel Ugarte Ribeiro (phát âm tiếng Tây Ban Nha: [maˈnwel uˈɣaɾte]; sinh ngày 11 tháng 4 năm 2001), thường được biết đến với tên gọi Manuel Ugarte, là một cầu thủ bóng đá chuyên nghiệp người Uruguay hiện đang thi đấu ở vị trí tiền vệ phòng ngự cho câu lạc bộ Premier League Manchester United và đội tuyển bóng đá quốc gia Uruguay.
Được trưởng thành từ lò đào tạo bóng đá trẻ của câu lạc bộ Fénix, anh đã có buổi ra mắt đội một chính thức của câu lạc bộ khi chỉ mới 15 tuổi. Tháng 2 năm 2021, anh gia nhập câu lạc bộ Famalicão. Sau một quãng thời gian thi đấu đầy thuyết phục ở nửa mùa giải, anh được Sporting CP chiêu mộ và cùng với các đồng đội giành được cúp Taça da Liga trong mùa giải đầu tiên của mình. Năm 2023, anh chuyển sang khoác áo cho Paris Saint-Germain, trước khi gia nhập màu áo Manchester United vào tháng 8 năm 2024.
Là cựu cầu thủ ở cấp độ trẻ của Uruguay, Ugarte đã đại diện cho đất nước của mình qua cấp độ U-20 và U-23, trong đó anh là thành viên của đội U-23 giành vị trí hạng ba tại vòng loại bóng đá Thế vận hội 2020 khu vực Nam Mỹ. Tháng 9 năm 2021, anh có buổi ra mắt trong màu áo đội tuyển quốc gia, và kể từ đó anh đại diện cho đất nước tham gia FIFA World Cup 2022 và Copa America 2024, giải đấu mà anh cùng với các đồng đội giành hạng ba chung cuộc.

## Sự nghiệp câu lạc bộ

### Fénix
Ugarte bắt đầu sự nghiệp bóng đá ở một câu lạc bộ địa phương, City Park, trước khi gia nhập học viện đào tạo trẻ của Fénix và được tuyển chọn lên đội hình chính thức của Fénix khi anh 15 tuổi bởi huấn luyện viên Rosario Martinez. Anh có trận đấu đầu tiên ra mắt câu lạc bộ ngày 4 tháng 12 năm 2016 khi vào sân thay Agustin Canobbio ở phút thứ 83 trong trận thắng 4-1 trước Danubio ở giải vô địch quốc gia.
Dưới sự dẫn dắt của huấn luyện viên Juan Ramon Carasco, Ugarte được tin tưởng và trở thành cầu thủ chính thức thường xuyên ra sân của câu lạc bộ, và nhận băng đội trưởng ở tuổi 18, ghi bàn đầu tiên cho câu lạc bộ vào ngày 10 tháng 3 năm 2019.

### Famalicão
Ngày 29 tháng 12 năm 2020, Ugarte chuyển tới Famalicão, câu lạc bộ thi đấu ở Giải bóng đá Ngoại hạng Bồ Đào Nha, Primeira Liga trong một thỏa thuận chuyển nhượng trị giá 3 triệu Euro với hợp đồng có thời hạn 5 năm. Anh ghi bàn thắng đầu tiên cho Famalicão vào ngày 21 tháng 2 năm 2021 trong chiến thắng 1-0 trước Rio Ave.

### Sporting CP
Ngày 9 tháng 8 năm 2021, Ugarte ký hợp đồng có thời hạn 5 năm với Sporting CP, trong một thương vụ chuyển nhượng được cho là trị giá 6,5 triệu Euro. Hai năm thi đấu cho Sporting CP, Urgate có 85 lần ra sân dưới vai trò tiền vệ phòng ngự và ghi một bàn thắng cho câu lạc bộ. Tại vòng đấu bảng UEFA Champions League 2022–23, anh là cầu thủ có số lần tắc bóng và can thiệp phòng ngự nhiều nhất với 34 lần thành công, cùng với 12 pha tắc bóng thành công trong chiến thắng 3-0 trên sân khách trước Eintracht Frankfurt.

### Paris Saint-Germain
Ngày 7 tháng 7 năm 2023, Paris Saint-Germain ra thông báo chính thức chiêu mộ thành công Manuel Ugarte với hợp đồng có thời hạn đến 30 tháng 6 năm 2028. Vụ chuyển nhượng này được cho là 60 triệu Euro với việc PSG kích hoạt điều khoản mua lại hợp đồng của Urgate với Sporting CP. Anh có trận đấu ra mắt câu lạc bộ trong trận hòa 0-0 trước Lorient ngày 12 tháng 8 năm 2023. Ugarte thi đấu xuất sắc trong tháng 8 và lọt vào bình chọn giải cầu thủ xuất sắc nhất tháng của Ligue 1. Tuy nhiên, Ugarte sau đó đánh mất vị trí xuất phát thường xuyên trong đội hình PSG và được huấn luyện viên Luis Enrique giải thích rằng anh không hoàn toàn phù hợp với lối đá mà ông đang xây dựng. Vào tuần cuối tháng 8 năm 2024, nhiều báo chí đưa tin PSG đã đồng ý bán Ugarte cho Manchester United trong một thỏa thuận chuyển nhượng trị giá 42 triệu bảng Anh (kèm phụ phí có thể lên tới hơn 8 triệu bảng Anh).

### Manchester United
Ngày 30 tháng 8 năm 2024, Manchester United ra thông báo chính thức chiêu mộ thành công Manuel Ugarte trong một hợp đồng có thời hạn tới tháng 6 năm 2029 kèm theo tùy chọn gia hạn một năm. Ngày 1 tháng 9 năm 2024, Ugarte được giới thiệu trước người hâm mộ United trên sân vận động Old Trafford trước trận đấu trước Liverpool ở vòng 3 Ngoại hạng Anh với áo số 25. Anh có trận ra mắt tại United vào ngày 14 tháng 9, vào sân thi đấu 17 phút trong chiến thắng 3–0 trước Southampton.
Ngày 22 tháng 2 năm 2025, Ugarte có bàn thắng đầu tiên cho Manchester United, ghi bàn giúp đội bóng cầm hòa 2–2 trước Everton F.C.

## Sự nghiệp quốc tế

### Đội tuyển trẻ
Ugarte đại diện cho đội tuyển bóng đá trẻ Uruguay thi đấu cho các đội tuyển U-20 (5 lần thi đấu) và U-23. Cho đến cuối năm 2019, Ugarte là thành viên U-23 Uruguay thi đấu tại vòng loại Olympic khu vực Nam Mỹ với 7 lần ra sân và ghi một bàn thắng cho Uruguay.

#### Đội tuyển quốc gia
Ngày 5 tháng 3 năm 2021, Ugarte lần đầu tiên được gọi vào đội hình 35 cầu thủ của đội tuyển bóng đá quốc gia Uruguay thi đấu cho vòng loại World Cup 2022, chuẩn bị cho các trận đấu trước Argentina và Bolivia. Tuy nhiên các trận đấu này bị hoãn lại do đại dịch COVID-19. Ugarte có trận đấu đầu tiên ra mắt cho đội tuyển quốc gia ngày 5 tháng 9 năm 2021 trong trận thắng 4–2 trước Bolivia.

## Phong cách thi đấu
Manuel Ugarte là một tiền vệ phòng ngự có phong cách thi đấu mạnh mẽ. Anh sở hữu khả năng thu hồi bóng xuất sắc với kỹ năng tắc bóng, đánh chặn và phòng ngự theo vị trí một cách xuất sắc.  Ugarte có thể lực và khả năng chuyền bóng về phía trước một cách nhanh chóng và xuất sắc. Trong thời gian chơi bóng tại Sporting CP và Paris Saint-Germain, Ugarte luôn có các thông số thống kê thuộc nhóm các tiền vệ phòng ngự xuất sắc nhất thuộc 5 giải bóng đá hàng đầu Châu Âu.

## Danh hiệu
Sporting CP
- Taça da Liga: 2021–22[31]

Paris Saint-Germain
- Ligue 1: 2023–24[32]
- Coupe de France: 2023–24[33]
- Trophée des Champions: 2023[34]

Uruguay
- Hạng ba Copa America: 2024[35]

Cá nhân
- Đội hình của năm tại Uruguayan Primera División: 2019[36]
- Đội hình của năm tại Primeira Liga: 2022–23[37]